# Берђола Мађоре (Маса-Карара)
Берђола Мађоре је насеље у Италији у округу Маса-Карара, региону Тоскана.
Према процени из 2011. у насељу је живело 113 становника. Насеље се налази на надморској висини од 373 м.